# Kirche St. Gregor der Abughamrentz

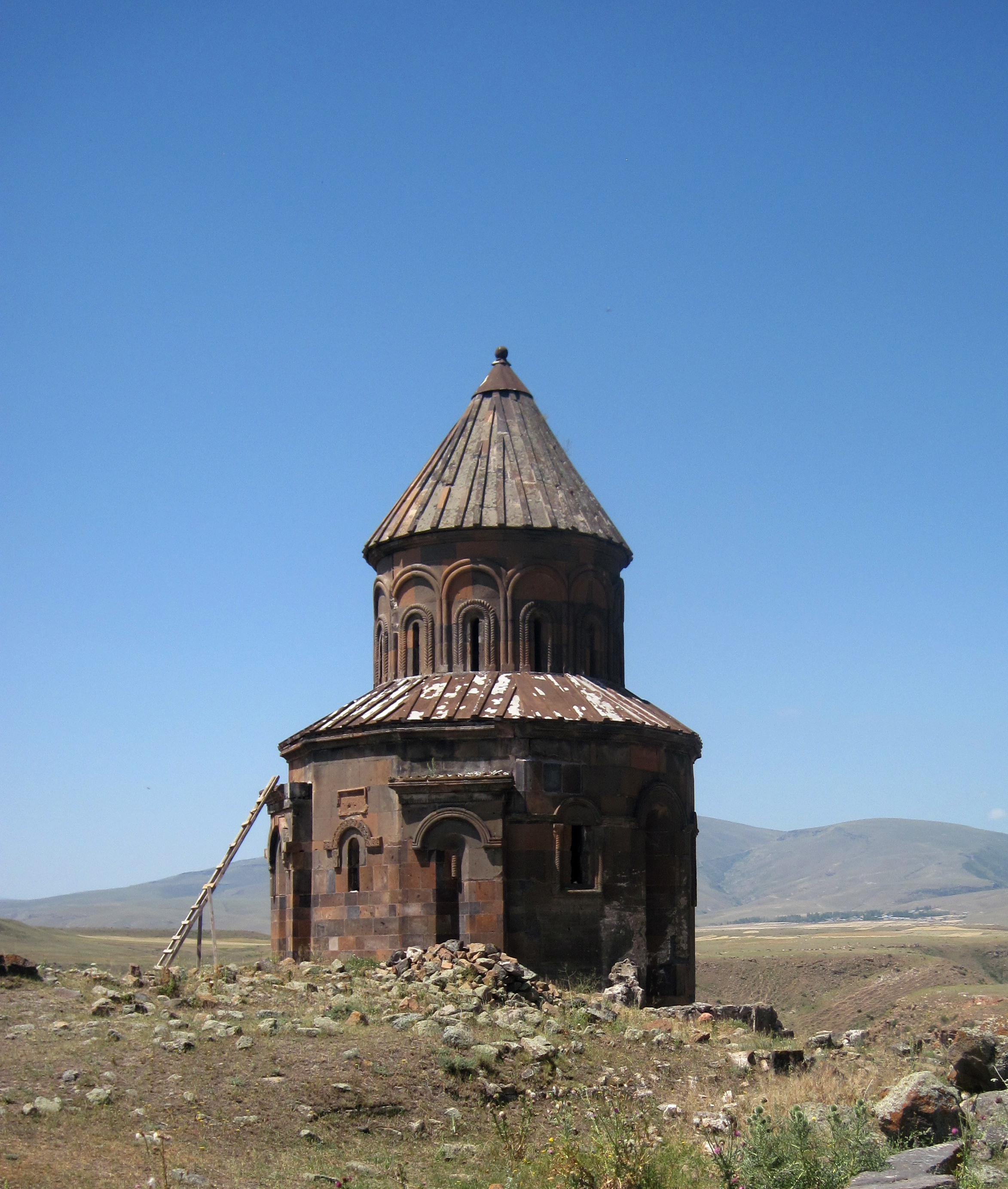
St. Gregor der Abughamrentz

Die Kirche St. Gregor der Abughamrentz ist ein armenisches Sakralgebäude vermutlich aus dem Ende des 10. Jahrhunderts in Ani, Türkei. Sie liegt an der Schlucht des Achurjan. Ursprünglich war sie eine private Kapelle der Familie  Pahlavuni. Die Abughamrentz hatten hier eine Familiengrabstätte.